# Música cubana
Pour plus de détails, voir Fiche technique et Distribution.
Música cubana (la nouvelle génération) est un film allemand de German Kral sorti en 2004.

## Synopsis
Música cubana suit la destinée de jeunes talents cubains guidés par le légendaire Pío Leiva, musicien chanteur du fameux Buena Vista Social Club.
À La Havane, Pío Leiva, 87 ans, et le chauffeur de taxi-manager-producteur Bárbaro partent à la recherche des meilleurs jeunes musiciens d'aujourd'hui. De répétitions en enregistrements, des jam sessions à la création de nouvelles chansons, ils rencontrent des artistes parmi les plus célèbres de Cuba, dont Mayito Rivera, le « Mick Jagger cubain », El Nene, le chanteur du groupe Jóvenes Clásicos del Son, et la rappeuse Telmary. Ils croisent aussi Arlenys et Annalays des Chiki Chaka Girls, déesses de la pop latino. De cette aventure naîtra un groupe les « Sons of Cuba » - les fils de Cuba, une nouvelle génération de chanteurs et de musiciens qui se produira pour la première fois à Tokyo pour un grand concert.

## Commentaires
Réalisateur du multiprimé documentaire musical Buena Vista Social Club, Wim Wenders est l'initiateur de ce nouveau projet qui nous plonge au cœur de la musique cubaine et qui brosse le portrait des descendants du légendaire Buena Vista Social Club. Il a confié la réalisation au novice argentin German Kral.

### La rencontre avec Wim Wenders
German Kral, passionné depuis fort longtemps par le cinéma de Wim Wenders, a d'abord rencontré le cinéaste à l'école munichoise 
de cinéma, où il suivait ses cours. Les retrouvailles se feront quelques années plus tard à Buenos Aires, lorsque Wim Wenders proposera à German Kral le projet de film intitulé Sons of Buena Vista qui deviendra par la suite Musica Cubana. L'idée était de suivre la nouvelle scène musicale cubaine, des artistes qui sont de véritables stars dans leur pays.

### La phase de préparation
Le réalisateur a auditionné de nombreux musiciens, en écoutant leurs démos ou en les rencontrant, afin de sélectionner les talents musicaux les plus prometteurs. Cependant, au centre de la distribution, on retrouve le doyen des musiciens de Musica Cubana, Pio Leiva, âgé de 87 ans. Livrant ses émotions et ses réflexions les plus intimes, il est considéré comme le guide de cette nouvelle vague de jeunes talents.

### Pio Leiva selon son réalisateur
Rendu célèbre grâce à Buena Vista Social Club (1999) de Wenders, Pio Leiva est, depuis, devenu un phénomène. Le réalisateur de Musica Cubana s'en explique :
« Il est une figure de la vie publique à Cuba. Il connait tous les genres, toutes les nouvelles tendances de la musique cubaine. Et il aime cette nouvelle musique, même si lui et sa propre musique représentent quelque chose de complètement différent. On ne peut mieux exprimer les choses qu'en disant ceci : les Cubains ne jouent pas de la musique, ils sont la musique. Les artistes ne se regardent pas, ils ne prennent pas de poses. La musique jaillit de l'intérieur. C'est là qu'est le lien entre Pío Leiva et Los Van Van, par exemple. Le son est différent, mais la source, l'âme est la même. »

## Fiche technique
- Titre : Música Cubana (la nouvelle génération)
- Titre original : Musica cubana
- Réalisation : German Kral
- Scénario : Stephan Puchner, German Kral
- Production : John G. Phelan, Claus Clausen
- Photographie : Jörg Widmer
- Durée : 88 minutes (1h28)
- Dates de sortie : 5 septembre 2004 (Mostra de Venise), 30 septembre 2004 (Allemagne), 22 juin 2005 (France)

## Autour du film
- Le film a été présenté à la Mostra de Venise en 2004 dans la section Orizzonti.